# Хунсрюк
Хунсрюк (на немски: Hunsrück) е нископланински масив в западната част на Германия, в провинции Рейнланд-Пфалц и Саарланд, в югозападния участък на Рейнските шистови планини. Разположен е югозападно от река Рейни нейните леви притоци Мозел с десния си приток Саар на югозапад, запад и северозапад и Нае и десният ѝ приток Глан на югоизток. Дължината му от североизток на югозапад е около 100 km. Максимална височина връх Ербескопф 816 m, издигащ се в централната му част. Изграден е предимно от шисти и кварцити. Релефът е платовиден с отделни издигащи се купули на древни вулкани, маари и други вулканични форми. На североизток завършва с по-ниския (връх Елершпринг 638 m) масив Зонвалд, заграден от реките Рейн, Нае и Зимер. На юг в изворните райони на реките Нае и Блис (десен приток на Саар чрез ниска седловина се свързва с масива Пфалцка гора. От него на югозопод и северозапад водят началото си няколко десни притока на Мозел – Примс, Рувер и др. и няколко леви притока на Нае - Идарбах, Ханенбах, Зимер и др. Покрит е с букови и смърчови гори, торфища, ливади и пасища. В западните му подножия, на река Мозел са разположени градовете Трир и Мерциг, а в югоизточните, на река Нае – градовете Идар-Оберщайн, Кирн и Бад Кройцнах.